# Chuột chù Đông Nam Á
Chuột chù Đông Nam Á (tên khoa học Crocidura fuliginosa) là một loài động vật có vú trong họ Chuột chù, bộ Soricomorpha. Loài này được Blyth mô tả năm 1855. Loài được tìm thấy ở Campuchia, Lào, Malaysia, Myanma, Thái Lan, Trung Quốc, Việt Nam và có thể có ở Ấn Độ.

## Hình ảnh

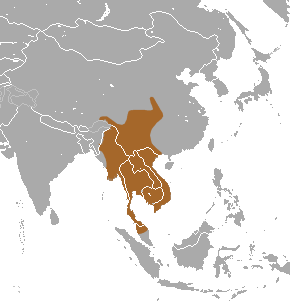